# Медведев, Дмитрий Геннадьевич
Дми́трий Генна́дьевич Медве́дев (30 мая 1970, Кемерово — 15 апреля 2005, Грозный) — подполковник Федеральной службы безопасности Российской Федерации, посмертно удостоен звания Героя Российской Федерации. Сотрудник Управления «В» ФСБ РФ. Руководитель ряда специальных подразделений ФСБ РФ и ПС ФСБ РФ в разные периоды времени.

## Биография
Медведев родился в Кемерово 30 мая 1970 года в обычной советской рабочей семье. Его отец был шахтёром и пожелал, чтобы его сын служил в армии.
В 1988 году Медведев поступил на учёбу в Алма-Атинское высшее командное училище пограничных войск и после его окончания служил в пограничной зоне Дальневосточного военного округа. Позднее он служил в администрации Северо-Кавказского регионального отделения Федеральной службы безопасности. Медведев принял участие в кампании по восстановлению конституционного порядка в Таджикистане во время гражданской войны в этой стране.
Первый начальник Десантно-штурмовой манёвренной группы (ДШМГ) Черкесского пограничного отряда (36 ПогО, в/ч 2011), сформированной в ноябре 2000 года в станице Преградная Карачаево-Черкесской Республики на основе Резервной заставы, которая, в свою очередь, была создана в 1999 году на основе Мотоманёвренной группы (ММГ) Черкесского пограничного отряда.
С апреля 2002 года — старший оперуполномоченный в Управлении «Вымпел» Центра Специального назначения ФСБ РФ в Москве. Для выполнения служебных заданий неоднократно выезжал в служебные командировки в Северо-Кавказский регион, где он участвовал в операциях по борьбе с терроризмом, в том числе в Чеченской республике.

## Награды
Был награждён орденом «За заслуги перед Отечеством» 2-й степени, двумя медалями «За отвагу» и медаль «За отличие в охране государственной границы».

## Гибель
В ходе операции ФСБ 8 марта 2005 года в Толстой-Юрте, в ходе которой был убит Аслан Масхадов, были найдены документы, в которых указывалось, что полевой командир Доку Умаров использовал в качестве базы квартиру на улице Богдана Хмельницкого в Ленинском районе Грозного.
15 апреля 2005, во время проведения спецоперации по поимке Умарова в Грозном, Медведев и два его товарища из подразделения ФСБ «Вымпел» — старший оперуполномоченный майор Михаил Козлов и старший оперуполномоченный майор Илья Мареев — были убиты. 18 мая 2005 года Дмитрию Медведеву было присвоено звание «Герой Российской Федерации» (посмертно). Козлов и Мареев посмертно награждены орденами Мужества.

## Память

Могила Медведева на Николо-Архангельском кладбище Москвы.

В городе Кемерово в сентябре 2017 года отрыт Сквер памяти Героя России Дмитрия Медведева. Сквер расположен рядом со Знаменским кафедральным собором. 21 сентября 2017 года в Сквере памяти Дмитрия Медведева состоялось открытие мемориальной доски в честь Дмитрия Геннадьевича Медведева. 10 августа 2018 года в Сквере памяти Дмитрия Медведева был открыт памятный Мемориальный камень из красного гранита в память о Герое России Дмитрии Медведеве.  В городе Кемерово, на фасаде школы № 24, в которой учился будущий Герой России Дмитрий Медведев в память о нём, 30 мая 2017 года в торжественной церемонии установлена именная мемориальная доска.